# American-180衝鋒槍
是一款由槍械設計師理查德·卡素（Richard Casull）於1960年代研製、先後由多間輕武器公司所生產的彈盤供彈式冲锋枪，發射.22 LR口徑彈藥。
該衝鋒槍的設計概念始於第二次世界大戰以前被廣泛地採用彈盤供彈以及使用類似外觀設計的Casull M290。Casull M290只生產了80枝，而武器的生產成本高昂。而American-180可說是其改進型版本。
其半自動民用衍生型被命名為American SAR 180／275，目前仍然由俄勒冈州里德爾市的E&L生產公司作定制基礎的生產。

## 概述
該衝鋒槍通過傳統的反沖作用機構操作。它使用開放式槍栓和彈盤供彈。它的發射速率相對較高，並且達到了大約1,200發／分鐘。American-180在美國禁止向美國民用市場生產機槍之前大多是由私人聚會購買。American-180亦曾被猶他州監獄管理部門所採用，並由武裝獄警使用。
儘管.22 LR彈藥的火力相對較低，測試證明，自動射擊能夠貫穿甚至對混凝土和防彈背心造成累積損壞。但是，目標必須在一段不大可能的時間量之內保持靜止，讓累積損壞在同一區域累積起來才會實現這一點。

## 使用者
- 中華民國
- 羅德西亞
  - 羅德西亞特種空勤團[1]
- 南非
  - 南非國防軍[1]
- 美国
  - 地方警察或監獄單位

## 流行文化

### 电子游戏
- 2008年—《穿越火线》：命名為「A180」，165发弹量，为遊戲內最大裝彈容量的冲锋枪。
- 2010年—：為短槍管版本，裝上內置式消聲器，並拆卸了槍托，可升級並增加60發容量。

## 資料來源
1. 1 2 3  .   [2021-01-14]. （原始内容存档于2021-01-15）.
2. ↑  .   [2014-04-01]. （原始内容存档于2015-02-14）.
3. ↑  . Machine Gun News.   [2009-07-05]. （原始内容存档于2009-07-16）.
4. ↑  Mendenhall, Monty. . Small Arms Review. March 1998.

## 外部連結
- （英文）—User Manual
- （英文）—Modern Firearms－American-180 submachine gun（页面存档备份，存于）
- （简体中文）—D Boy Gun World（槍炮世界）—American-180冲锋枪（页面存档备份，存于）